# 미스키토족
미스키토족(Miskito)은 중앙 아메리카의 원주민족으로, 니카라과와 온두라스의 카리브해 연안 지역, 곧 미스키토 해안 지역을 따라 거주한다. 약 50만 명 이상의 인구가 있으며 대부분이 니카라과 영토 내에 거주한다. 고유 언어는 미수말파어족에 속한 미스키토어이나 17~19세기 동안 이 지역에 대한 대영제국의 영향력으로 영어에 기반한 미스키토 해안 크레올을 사용하기도 한다. 대부분 니카라과의 공용어인 스페인어도 구사한다.

## 역사
식민 시대 이전에는 모스키토어를 사용하는 평등한 원주민 부족들로 이루어져 있었으며, 16세기 아메리카를 개척하기 시작한 스페인인들이 이들을 발견하고 기록했으나 지리적 고립 탓에 이 지역에는 실질적인 지배력을 행사하지 못하였다. 17세기 중반에는 카리브해 등으로 향하다가 난파된 노예선에서 살아남은 일부 아프리카인 노예들이 미스키토 해안 북부에 도달하여 원주민과 결혼하고 정착하기도 했는데, 이들의 혼혈 후손은 미스키토 삼부(Miskito Sambu) 또는 모스키토 잠보(Zambo)라고 불렸으며 남부의 비교적 순혈적인 미스키토(현대에는 타위라 미스키토(Tawira Miskito)로 이름붙여짐)와 종종 전쟁을 치르며 대립했다.
17세기 프로비덴시아섬 등을 개척하던 프로비던스 아일랜드 회사 소속 사략선들이 미스키토족과 비공식적인 동맹 관계를 맺기 시작하였고, 이들의 추장을 인정하며 "미스키토 왕국"이라는 이름을 붙였다. 17세기 말~18세기 초에 미스키토족은 인접한 스페인 관할 영토와 그 지역의 반독립적 원주민 집단을 습격하여 자메이카 설탕 농장의 노동자를 찾는 유럽 노예상들에게 팔아넘겼다. 1720년부터는 자메이카 식민 당국이 이들에게 마룬(탈주 노예)들을 포획하도록 명령하기도 했다. 1740년에는 잠보 미스키토 지도자와 대영제국 사이에 공식적인 우호 조약이 체결되었고, 영국은 미스키토 해안 지역을 보호령으로 삼아 감독관을 임명하고 통치력을 행사하기 시작했다. 1783년 미국 독립 전쟁에서 영국이 패한 이후 영국은 해안의 통제권을 스페인 제국에 넘겨야 했다. 그러나 공식적인 철수에도 불구하고 영국은 이 지역에 대한 비공식적인 지배력을 유지하였으며 종종 스페인의 침략으로부터 미스키토족을 보호하기 위해 개입하였다.
지리적 고립과 영국의 지원으로 미스키토족은 19세기 초 중앙아메리카 연방 공화국과 니카라과 수립 이후에도 독립성을 유지하였다. 그러나 19세기 중반부터 먼로 독트린에 따라 미국이 아메리카 대륙에 대한 패권을 확립하며 영국의 지배력에 이의를 제기하기 시작했고 이후 영국의 개입은 줄어들어 1860년 영국과 니카라과가 맺은 마나과 조약에서 미스키토 보호구역의 자치권을 보호한다는 규정 하에 니카라과의 영유권을 승인했다. 미스키토족의 반발에도 불구하고 1894년 니카라과군이 이곳을 점령하며 완전히 합병했다.

## 같이 보기
- 가리푸나
- 미스키토 해안